# Xeniomyza ilicitensis
Xeniomyza ilicitensis är en tvåvingeart som beskrevs av de Meijere 1934. Xeniomyza ilicitensis ingår i släktet Xeniomyza och familjen minerarflugor.
Artens utbredningsområde är Spanien. Inga underarter finns listade i Catalogue of Life.